# 지구 중궤도
지구 중궤도는 고도가 약 2000km에서 36000km인 궤도를 의미하며, 약 10000km의 고도에서의 궤도주기는 약 6시간 정도이다. 밴 앨런 대는 크게 두 영역으로 나뉘어 있는데, 약 1500km에서 5000km사이와 15000km에서 30000km사이에 형성되어 있어서 중궤도는 이 사이의 궤도로 정의하기도 한다. 왜냐하면, 알 앨런 대는 고에너지 입자들이 모여있는 지역으로서 전파통신에 악영향을 미치기 때문에 위성체의 활동이 제약을 받을 수 있기 때문이다.

## 같이 보기
- 탈출 속도
- 정지 궤도
- 국제우주정거장
- 지구 저궤도
- 위성 전화
- 지구 주회 궤도